# Eqaluk Høegh
Eqaluk Høegh (født 21. marts 1991) er en grønlandsk politiker for Inuit Ataqatigiit. Han var kendt som tv-vært i 2010'erne, og blev ministersekretær for Kim Kielsen i 2018. I maj 2019 rettede han en skarp kritik mod alle grønlandske politikere for ikke at forhindre seksuelle overgreb mod børn og forlod jobbet som ministersekretær. Han blev minister for børn, unge, familier og justitsområdet i april 2021, men måtte gå af i august på grund af stress.

## Erhverv

### Skuespiller
Høegh var i 2010'erne kendt som medvirkende i tv-satireprogrammet Labrador’ Kangian’ på KNR. Han medvirkede i gyserfilmen Qaqqat Alanngui (Skygger i fjeldet) fra 2011 skrevet og instrueret af Malik Kleist (de).

### Ministersekretær
Han blev efter valget til Inatsisartut 2018 ministersekretær for formand for Naalakkersuisut Kim Kielsen.

## Politisk karriere
I maj 2019 kritiserede han på en video på Facebook de grønlandske politikere for ikke at gøre noget for at beskytte grønlandske børn mod seksuelle overgreb. Politikerne burde ifølge Høegh snare stilles for en dommer end være i Inatsisartut, Naalakkersuisut eller kommunalbestyrelser. Anledningen var DR-dokumentarprogrammet Byen hvor børn forsvinder, men Høegh mente at de rejste problemer var kendte i forvejen. Videoen som indtil 2021 fik over 53.000 visninger, var en de facto-opsigelse fra arbejdet som ministersekretær.
Ved valget til Inatsisartut 2021 blev Høegh valgt for Inuit Ataqatigiit med 649 stemmer, som var det 10. højeste stemmetal ved valget. Han havde før valget sagt at det var en fejl at stille op, så der var i nogle dage efter valget usikkerhed om han ville indtage pladsen. Udtalelsen skyldtes sorg over hans mors død, og efter en tænkepause meldte han sig 12. april klar til at begynde arbejdet.
Han blev 16. april 2021 udnævnt til minister for børn, unge, familie og justitsområdet i Regeringen Múte Bourup Egede I. Efter udnævnelsen medførte arbejdspresset at Høegh fik stress, og 18. juni 2021 blev justitsområdet midlertidigt overført til Naaja H. Nathanielsen for at aflaste ham. Det var først meningen at overførslen af justitsområdet skulle være til 1. september, men ændringen blev gjort permanent 7. august 2021.
Han trak sig fra Naalakkersuisut 27. august 2021 på grund af helbredsproblemer og søgte sygeorlov til nytår 2022 i stedet for at genindtræde i Inatsisartut. Naalakkersuisutformand Múte B. Egede udtalte efterfølgende at Høegh havde været et rigtigt valg selvom han kun nåede at være minister i 4 måneder. Mimi Karlsen overtog midlertidigt området børn, unge og familier indtil 27. september hvor Paneeraq Olsen blev udpeget som ny minister til området.